# Osorius planifrons
Osorius planifrons är en skalbaggsart som beskrevs av Leconte 1877. Osorius planifrons ingår i släktet Osorius och familjen kortvingar. Inga underarter finns listade i Catalogue of Life.